# Roscanvel
Roscanvel [ʁɔskɑ̃vɛl] est une commune du département du Finistère, dans la région Bretagne, en France. Ses habitants sont les Roscanvélistes. Sa population était de 1 016 habitants en 2005, mais augmente beaucoup en période estivale en raison des nombreuses résidences secondaires liées à sa situation littorale. Roscanvel fait partie du parc naturel régional d'Armorique.
La commune est située sur une presqu'île.

## Géographie

### Situation
Les communes limitrophes sont Crozon.
| Rade de Brest | Rade de Brest | Rade de Brest |
| Rade de Brest | Roscanvel     | Rade de Brest |
| Rade de Brest | Crozon        | Rade de Brest |

Roscanvel est une presqu'île étirée nord-sud dénommée presqu'île de Roscanvel qui est elle-même une subdivision de la presqu'île de Crozon ; la commune est entourée sur trois côtés par la mer : la mer d'Iroise (anse de Camaret à l'ouest, goulet de Brest au nord, rade de Brest à l'est). C'est cette situation géographique particulière qui explique les nombreux sites naturels de la commune (falaises et pointes, la plus connue étant la pointe des Espagnols), mais aussi la pointe de Tremet, la pointe des Capucins, la pointe de Cornouaille, la pointe Robert. Sa position géographique à l'entrée de la rade de Brest, face au goulet de Brest, explique l'importance et la diversité des fortifications d'époques variées.
En dépit, voire à cause, de sa situation triplement péninsulaire (en bout de presqu'île bretonne, de la presqu'île de Crozon et formant elle-même une presqu'île au sein de celle-ci), la commune est restée longtemps très isolée pour ses liaisons terrestres : la ville de Brest par exemple, toute proche à vol d'oiseau, est distante de plus de 60 km par la route. Peu de liaisons maritimes transrades existent, si l'on fait abstraction des liaisons internes à la Marine nationale et aucune au départ de la commune : c'est le port du Fret qui accueille traditionnellement les quelques liaisons maritimes ouvertes au trafic civil.
Le bourg, étiré en longueur, s'est développé en site d'abri, face à l'est, protégé donc des vents dominants d'ouest, afin de bénéficier d'un microclimat moins humide et moins venté. La totalité de l'habitat est désormais concentré dans la partie orientale de la commune, les parties occidentale et septentrionale étant désormais totalement inhabitées depuis l'abandon des ouvrages militaires et même désormais déclarés zones inconstructibles.
Certains écarts disséminés dans la presqu'île ont été abandonnés à la suite de leur destruction en raison des nombreux bombardements survenus pendant la Seconde Guerre mondiale. Actuellement encore, des centaines de trous de bombes restent visibles sur le territoire communal.
Si des activités agricoles avaient repris après la Seconde Guerre mondiale, un certain nombre de trous de bombe ayant été nivelés et un déminage effectué afin de le permettre, la commune est désormais totalement abandonnée par l'agriculture, l'intérieur de la presqu'île n'étant plus que landes et broussailles en raison de la friche sociale et celles des anciennes fermes qui avaient été épargnées par les bombardements ou restaurées depuis transformées en résidences secondaires ou de retraite.
La commune de Roscanvel est voisine de celle de Crozon située au sud.

### Géologie

#### Cadre géologique

Cadre géologique de Roscanvel.

Cette avancée rocheuse élevée se situe dans la presqu'île de Crozon qui correspond au prolongement occidental du synclinorium médio-armoricain. La région est constituée d'un socle de schistes briovériens (-550 Ma) sur lequel reposent des séries paléozoïques du début de l'Ordovicien (-480 Ma) à la fin du Dévonien (-360 Ma), avec notamment les grès armoricain (cette formation peut atteindre 1 000 m dans le Sud de la presqu'île qui a été marquée par une forte subsidence). De grands plis hercyniens affectent toute la région. La presqu'île qui est au cœur de l'anticlinal de Roscanvel, correspond à la mise en relief de puissants bancs de schistes et de quartzites. Le trait dominant de la géomorphologie de cette région est l'inversion de relief résultat de l'érosion différentielle.

#### Formation des schistes et quartzites de la presqu'île de Roscanvel
Les hautes falaises de la presqu'île de Roscanvel sont en grande partie issues de la formation des schistes et quartzites de Plougastel. Cette formation géologique se caractérise par des alternances de schistes gris et de quartzites souvent verdâtres, de puissance variable, de quelques centimètres à plusieurs mètres. Les figures sédimentaires n'y sont pas abondantes (quelques glissements sous-aquatiques à la pointe Tremet, stratifications obliques, chenaux d'érosion à la pointe Sainte-Barbe) et on peut y observer la présence de traces d'activité animale (bilobites, terriers).
Entre la pointe Tremet et la pointe des Capucins, les falaises de l'îlot du Diable et du fort de la Fraternité sont un site classé depuis le 16 janvier 1978. Le passage de la Formation des schistes et quartzites de Plougastel aux grès de Landévennec et aux schistes, calcaires et quartzites de l'Armorique peut y être observé en diverses localités. La formation de Landévennec, essentiellement arénacée et de teinte claire, débute par 20 à 25 m de grès parfois ferrugineux et de quartzites, en bancs souvent métriques, à joints schisteux réduits ou absents : ce sont les grès de Kerdéniel. Elle se poursuit par un ensemble de grès à liant phylliteux ou ferrugineux et de quartzites clairs en petits bancs. Elle présente des figures sédimentaires à divers niveaux (stratifications entrecroisées, lits d'accumulation de fossiles et figures de bioturbation) et des fossiles (coraux tabulés, Stromatopores, Brachiopodes). Le site montre un des rares affleurements de calcaires du dévonien (calcaires gréseux bioclastiques dans la partie supérieure de la formation). Ces niveaux calcaires recèlent des coraux fossiles et une grande proportion d'ossicules de Crinoïdes révélés par les études pétrographiques et microfaciétales. L'altération des grès de Landévennec conduit souvent à de véritables sables jaunes ou roux et à des argiles claires et bariolées. Une série de plis asymétriques dans ces formations est représentatif du style tectonique régional.
La presqu'île constitue un site géologique d'intérêt départemental, pour ces formations dans les falaises.
Deux des 27 géosites de la réserve naturelle géologique de la presqu'île de Crozon sont situés à Roscanvel : la série de plis asymétriques du style tectonique régional / schistes et calcaires de l'Armorique et plissements à la Fraternité et la coupe de référence de la formation de Quelern (Dévonien moyen) à la pointe du Drezec.

### Hydrographie
Pour un article plus général, voir Réseau hydrographique du Finistère.
La commune est située dans le bassin Loire-Bretagne. Elle est drainée par le ruisseau ragadal,.

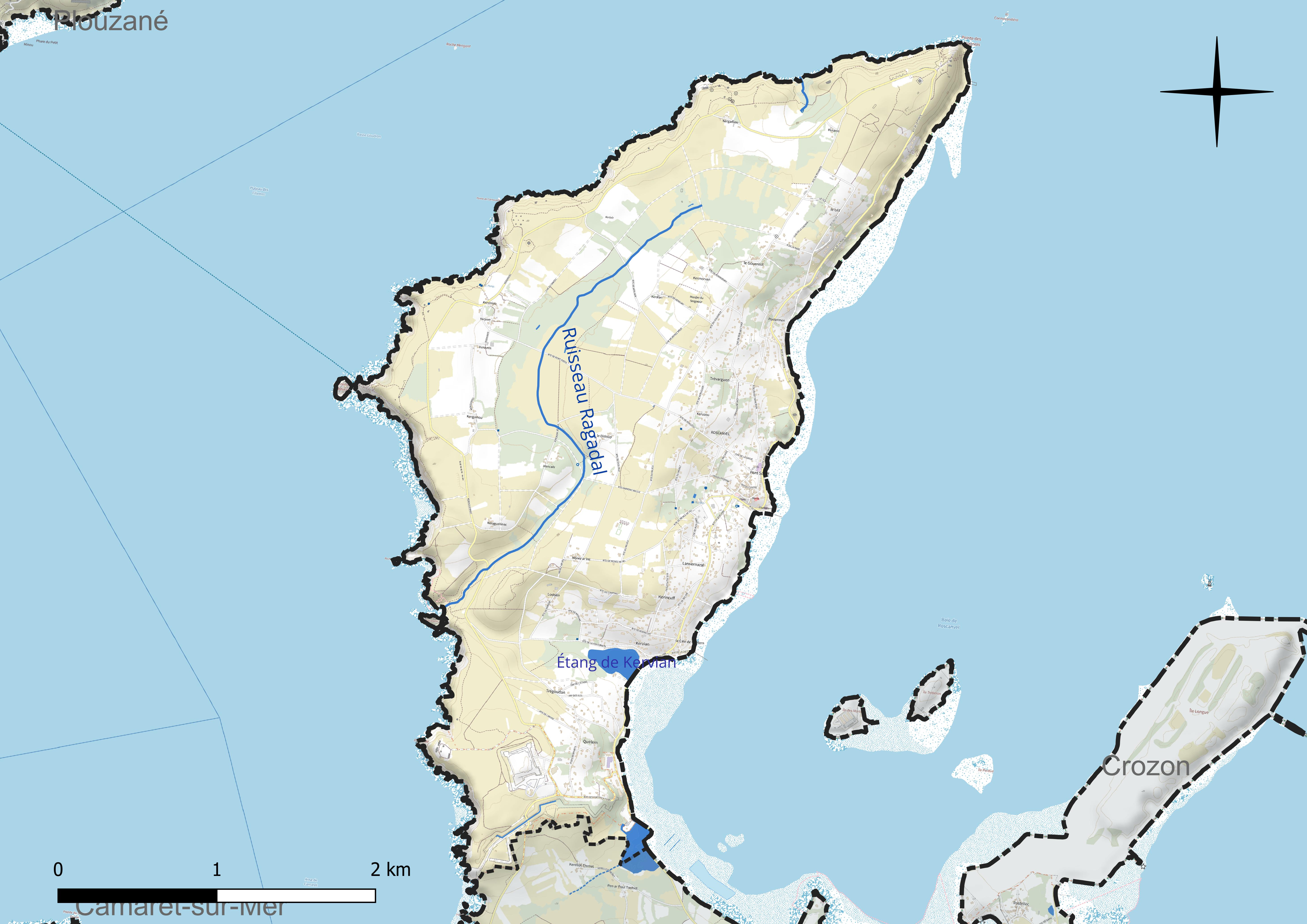
Réseau hydrographique de Roscanvel.

Un plan d'eau complète le réseau hydrographique : l'étang de Kervian (4,2 ha),.

### Climat
Pour des articles plus généraux, voir Climat de la Bretagne et Climat du Finistère.
En 2010, le climat de la commune est de type climat océanique franc, selon une étude du Centre national de la recherche scientifique s'appuyant sur une série de données couvrant la période 1971-2000. En 2020, Météo-France publie une typologie des climats de la France métropolitaine dans laquelle la commune est exposée à un climat océanique et est dans la région climatique Finistère nord, caractérisée par une pluviométrie élevée, des températures douces en hiver (6 °C), fraîches en été et des vents forts. Parallèlement l'observatoire de l'environnement en Bretagne publie en 2020 un zonage climatique de la région Bretagne, s'appuyant sur des données de Météo-France de 2009. La commune est, selon ce zonage, dans la zone « Littoral », exposée à un climat venté, avec des étés frais mais doux en hiver et des pluies moyennes.  
Pour la période 1971-2000, la température annuelle moyenne est de 11,9 °C, avec  une amplitude thermique annuelle de 9,5 °C. Le cumul annuel moyen de précipitations est de 856 mm, avec 16 jours de précipitations en janvier et 6,6 jours en juillet. Pour la période 1991-2020, la température moyenne annuelle observée sur la station météorologique la plus proche, située sur la commune de Lanvéoc à sept km à vol d'oiseau, est de 12,2 °C et le cumul annuel moyen de précipitations est de 1 030,1 mm,. Pour l'avenir, les paramètres climatiques de la commune estimés pour 2050 selon différents scénarios d'émission de gaz à effet de serre sont consultables sur un site dédié publié par Météo-France en novembre 2022.

## Urbanisme

### Typologie
Au 1er janvier 2024, Roscanvel est catégorisée commune rurale à habitat dispersé, selon la nouvelle grille communale de densité à 7 niveaux définie par l'Insee en 2022.
Elle est située hors unité urbaine. Par ailleurs la commune fait partie de l'aire d'attraction de Crozon, dont elle est une commune de la couronne,. Cette aire, qui regroupe 7 communes, est catégorisée dans les aires de moins de 50 000 habitants,.
La commune, bordée par la mer d'Iroise, est également une commune littorale au sens de la loi du 3 janvier 1986, dite loi littoral. Des dispositions spécifiques d'urbanisme s'y appliquent dès lors afin de préserver les espaces naturels, les sites, les paysages et l'équilibre écologique du littoral, tel le principe d'inconstructibilité, en dehors des espaces urbanisés, sur la bande littorale des 100 mètres, ou plus si le plan local d'urbanisme le prévoit.

### Occupation des sols
L'occupation des sols de la commune, telle qu'elle ressort de la base de données européenne d'occupation biophysique des sols Corine Land Cover (CLC), est marquée par l'importance des forêts et milieux semi-naturels (39,8 % en 2018), en diminution par rapport à 1990 (41,5 %). La répartition détaillée en 2018 est la suivante : 
milieux à végétation arbustive et/ou herbacée (35,1 %), zones agricoles hétérogènes (34,4 %), zones urbanisées (20,3 %), forêts (4,8 %), espaces verts artificialisés, non agricoles (2,6 %), eaux maritimes (1,9 %), zones humides côtières (1 %). L'évolution de l'occupation des sols de la commune et de ses infrastructures peut être observée sur les différentes représentations cartographiques du territoire : la carte de Cassini (XVIIIe siècle), la carte d'état-major (1820-1866) et les cartes ou photos aériennes de l'IGN pour la période actuelle (1950 à aujourd'hui).

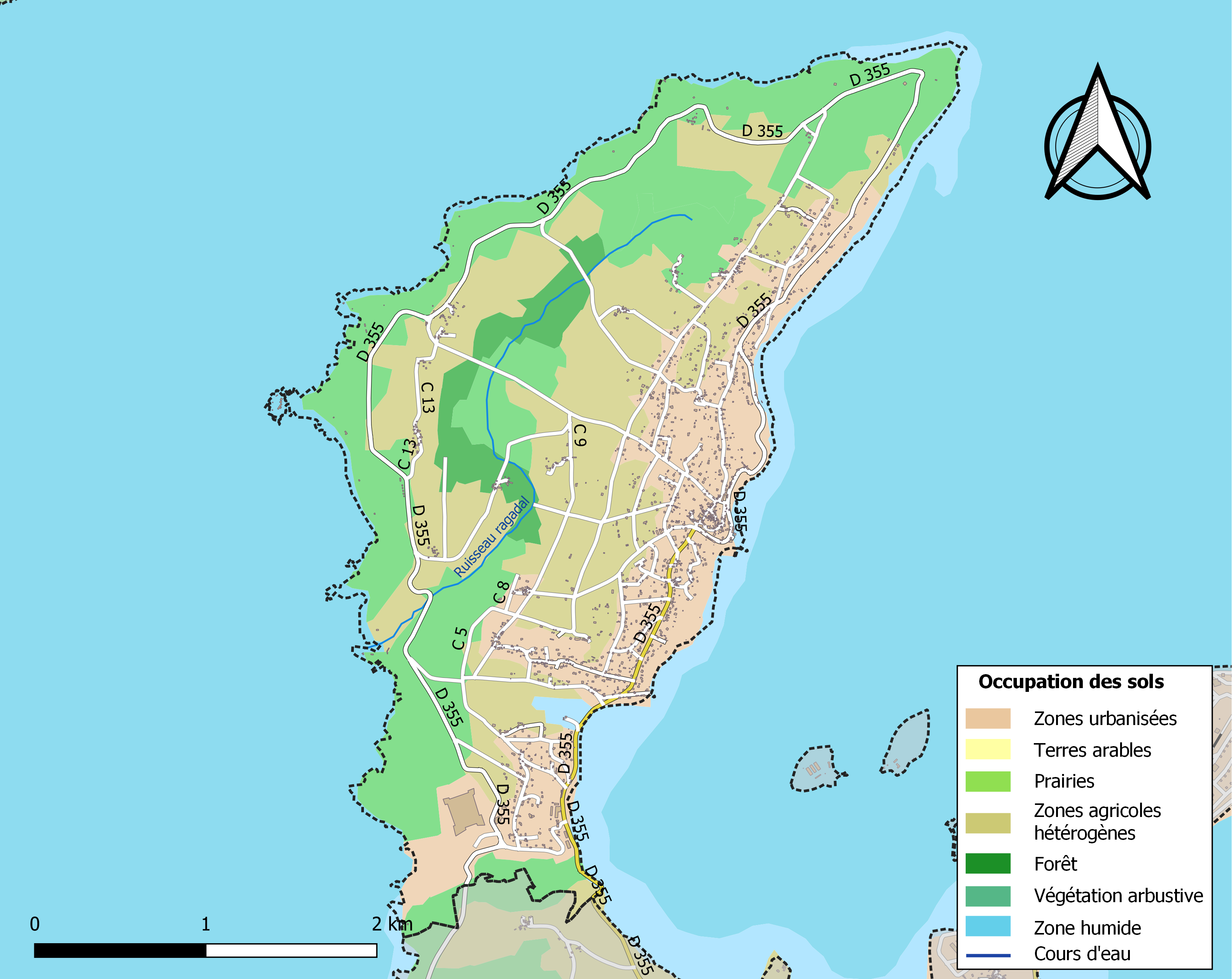
Carte des infrastructures et de l'occupation des sols de la commune en 2018 (CLC).

## Toponymie
L'étymologie du toponyme Roscanvel est discutée (grammatici certant). La première partie du nom, Ros, ne fait aucun doute de son origine bretonne Roz signifiant le tertre, le mont ou la colline. L'étymologie populaire (du breton kant, cent et avel , vent, pour donner le mont aux cent vents) est fantaisiste, la seconde partie du toponyme provenant probablement du nom d'un chef breton Catmaël (de Kadmael, issu de Kad = combat ; Mael = prince). Kadmael est évoqué dans le Cartulaire de Landévennec (XIe siècle) sous la forme latine Catamugli, ce texte évoquant les trois fils de Kadmael, brigands convertis.
Primitivement, le territoire de Roscanvel faisait partie de la paroisse de Plougrozon (Crozon). Au Ve siècle, le territoire de Roscanvel aurait été la propriété du chef breton Catmaël. Ce territoire est cédé à l'abbaye de Landévennec. Puis en 1173, Roscanvel (les dunes de Roscoatmaël) est légué par les comtes de Léon à l'abbaye de Daoulas qui y installe un prieuré-cure. La paroisse de Roscanvel dépendait autrefois de l'ancien évêché de Cornouaille.
On rencontre les appellations suivantes : Roscatmagli (vers 1050), Roscanvel (en 1173, en 1218, et en 1535).
La devise latine de la commune « Par Rosa » résulte d'un jeu de mots en breton entre « Rozkañvel » et « Roz heñvel » (« semblable à la rose »).

## Histoire

### Importance des préoccupations militaires

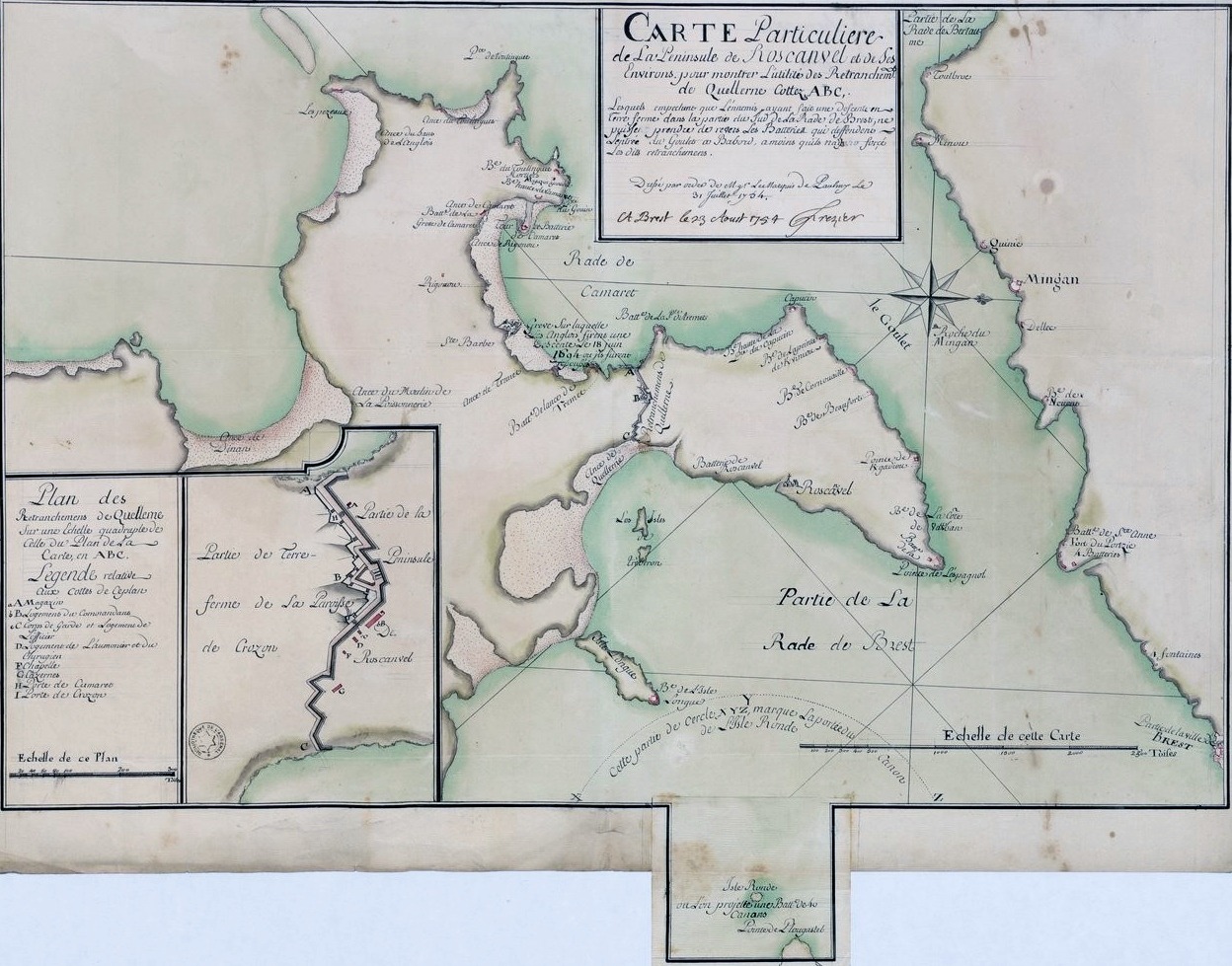
Carte de la presqu'île de Roscanvel datant de 1754 (par Amédée François Frézier).

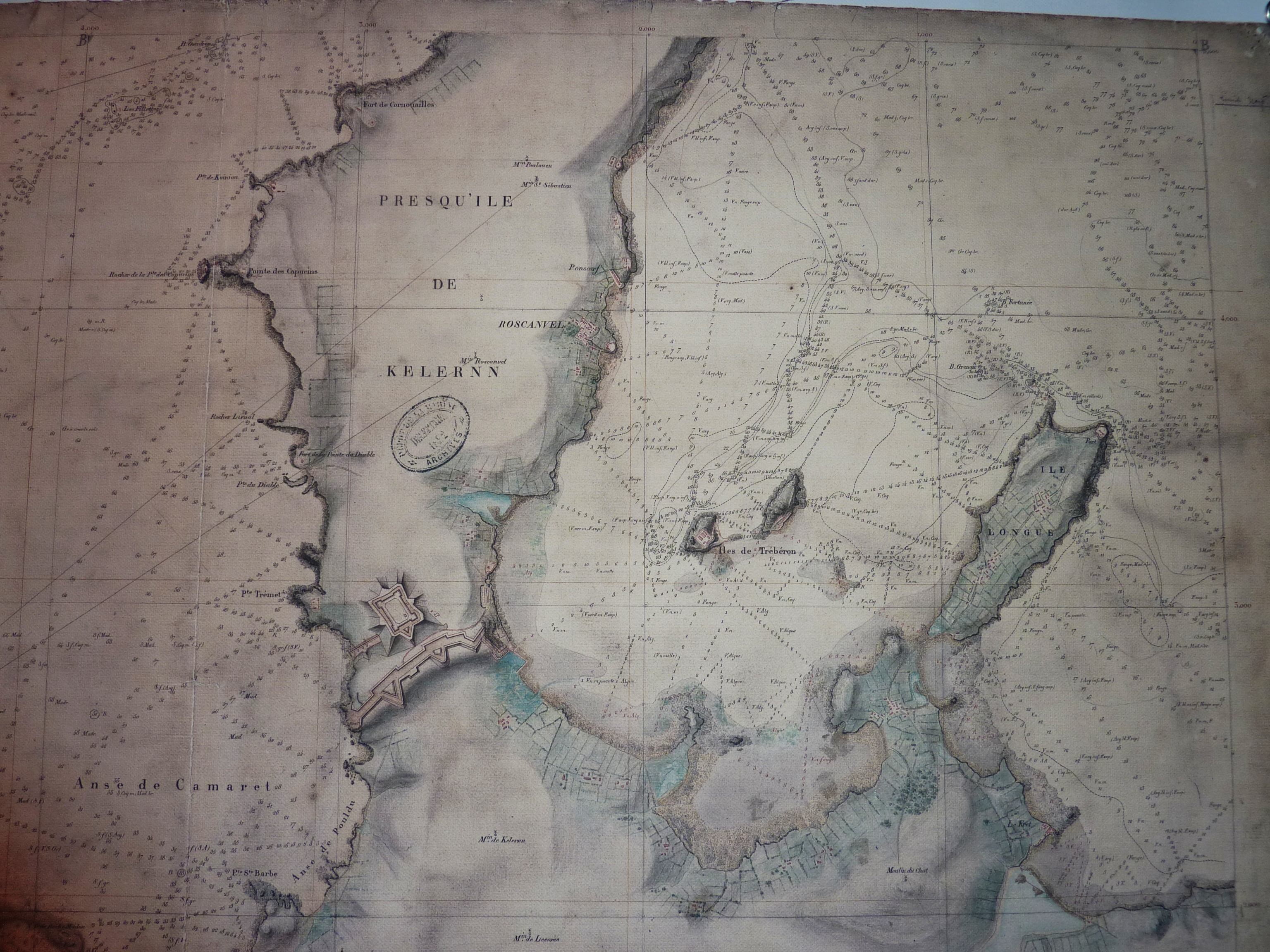
Carte de la presqu'île de Quélern (Roscanvel) par Charles-François Beautemps-Beaupré (1817).

L'histoire de la commune, essentiellement liée aux évènements militaires et aux préoccupations défensives liées à la défense du port de Brest, se confond avec celle de la presqu'île de Roscanvel et même plus largement de la presqu'île de Crozon.
Plusieurs forts ont été aménagés tout au long du pourtour de la presqu'île de Roscanvel, en vue de défendre le port et la rade de Brest : le fort de la Fraternité, le fort des Capucins, le fort de Cornouaille, le fort Robert, le fort de la pointe des Espagnols et, au sud de la commune, la ligne fortifiée de Quélern.

### Siège de fort Crozon en 1594
Ce fort était situé à la Pointe des Espagnols.
Une épidémie de peste, la première dont l'histoire locale a conservé la trace, décima les troupes franco-anglaises qui assiégeaient le fort tenu par les Espagnols.

### Époque moderne
En 1758, la « maladie de Brest » (le typhus) « causa des ravages effrayants dans les paroisses de Crozon, Argol, Roscanvel et Camaret ; l'intendant est forcé de rappeler que les chirurgiens qu'il y avait envoyés, car personne ne les écoute. (...) Ils [les malades] ne veulent prendre d'autres remèdes que ceux que leurs recteurs leur distribuent, et pourvu qu'ils aient avec cela du vin, ils sont contents ».
En 1759, une ordonnance de Louis XV ordonne à la paroisse de Roscanvel de fournir 7 hommes et de payer 45 livres pour « la dépense annuelle de la garde-côte de Bretagne ».

### Révolution française
La paroisse de Roscanvel, qui comprenait alors 124 feux, élit deux délégués, Thomas Le Mignon et Clète Mazet, pour la représenter à l'assemblée du tiers-état de la sénéchaussée de Quimper au printemps 1789.

### Emmanuel Le Gentil, baron de Quélern
Roscanvel est le berceau de la branche des seigneurs de Quélern, de la famille Le Gentil, à laquelle appartenait Emmanuel-Marie-Jean l'Évangéliste Le Gentil, baron de Quélern, chevalier de l'Empire (1773-1843) qui accompagna le général Bonaparte lors de sa campagne d'Égypte. Membre de la commission d'Égypte, le baron Le Gentil de Quélern contribua à la rédaction de « La description de l'Égypte », ouvrage monumental, publié de 1809 à 1828, composé de 9 volumes de texte et de 10 volumes de planches accompagnés d'un atlas et d'une carte topographique.

### XIXesiècle
Une épidémie de choléra fit six morts dans la commune en 1849-1850.

### XXesiècle

#### Belle Époque
En réponse à une enquête épiscopale organisée en 1902 par François-Virgile Dubillard, évêque de Quimper et de Léon en raison de la politique alors menée par le gouvernement d'Émile Combes contre l'utilisation du breton par les membres du clergé, le desservant de Roscanvel écrit : « Plus des trois-quarts des paroissiens qui pratiquent [la religion catholique] sont absolument incapables de comprendre un sermon donné dans la langue française ».

#### Première Guerre mondiale
Le monument aux morts de Roscanvel porte les noms de 46 soldats et marins morts pour la France pendant la Première Guerre mondiale ; parmi eux 5 au moins (Jean Alix, Théodore Herrou, Joseph Kersaudy, Pierre Le Duot, François Le Guillou) sont des marins disparus en mer : Alexandre Carn, lui aussi marin, est mort de ses blessures le 30 décembre 1914 à Malte ; Jean Saget, également marin, est mort de maladie à Douala (Cameroun) ; la plupart des autres sont décédés sur le sol français : parmi eux, Frédéric Laude, capitaine au 72e régiment d'infanterie, tué à l'ennemi le 30 décembre 1914 à Vienne-le-Château (Marne), décoré de la Légion d'honneur, de la Médaille militaire et de la Croix de guerre.

#### Entre-deux-guerres
Entre 1937 et 1939, la caserne Sourdis fut un centre de détention pour les Républicains espagnols ayant fui leur pays en raison de la Guerre civile.

#### Seconde Guerre mondiale
Outre les bombes qui frappèrent les installations militaires occupées par les Allemands, Roscanvel subit des bombardements les 12 septembre, 24 octobre et 7 décembre 1941.
L'occupant rasa le 16 septembre 1943 un groupe de maisons au village du Lez parce qu'elles gênaient les tirs de l'artillerie.
Le carré militaire du cimetière de Roscanvel abrite les tombes de six aviateurs britanniques de la RAF tués dans la chute de leur avion, un bombardier Whitley (n° Z6964), abattu près du hameau de Kermorvan par la flak allemande lors d'une opération de surveillance de l'entrée du port de Brest.

#### Après Seconde Guerre mondiale
Dans la décennie 1960, le remembrement a suscité un renouveau de l'agriculture (beaucoup de terres étaient à l'abandon), permettant l'installation d'agriculteurs léonards ou encore venus de l'île de Sein.

## Politique et administration

### Liste des maires
| Période             | Identité                                   | Parti   | Qualité  |
| ------------------- | ------------------------------------------ | ------- | -------- |
| Depuis 2020         | Jean-Yves Gourvez                          |         |          |
| 2014 - 2020         | Bernard Copin                              | DVD     | Retraité |
| 2008 - 2014         | Patrick Le Guillou                         | DVG     |          |
| 2001 - 2008         | Bernard Étiemble                           | DVD     |          |
| 1995 - 2001         | Alexandre Boléat                           |         |          |
| 1989 - 1995         | Jacques Chevalier (ou Jean-Paul Garbail ?) |         |          |
| 1983 - 1989         | Marcel Faure                               |         |          |
| 1971 - 1983         | Francis Mazé                               | Cent.G  |          |
| 1969 - 1971         | Georges Guéneron                           |         |          |
| 1952 - 1969         | ? (Adjoint au Maire: Michel Rioualen)      |         |          |
| 1935 - 1952         | Hippolyte Mériadec                         | SFIO    |          |
| 1931 - 1934         | Rodolphe Passini                           | Rad.ind |          |
| 1931 (Juin-Juillet) | Principe Le Mérour                         |         |          |
| 1930 - 1931         | Théodore Madec                             |         |          |
| 1929 - 1930         | François Laouénan                          |         |          |
| 1925 - 1929         | Jacques Balch                              |         |          |
| 1910 - 1925         | Étienne Joseph Le Cœur                     |         |          |
| 1904 - 1910         | Henri Goascoz                              |         |          |
| 1884 - 1904         | Hippolyte Madec                            |         |          |
| 1861 - 1884         | Jean Marie Stéphan                         |         |          |
| 1854 - 1860         | Congard                                    |         |          |
| 1850 - 1853         | Salomon                                    |         |          |
| 1844 - 1848         | Pellen                                     |         |          |
| 1832 - 1836         | Salomon                                    |         |          |
| 1826 - 1829         | Henri Congard                              |         |          |
| 1824 - 1826         | Jean Mathurin René Brunet                  |         |          |
| 1817 - 1824         | Claude Morvan                              |         |          |
| 1816                | Yves Crenn                                 |         |          |
| 1808 - 1815         | Paul Le Guen                               |         |          |
| 1803 - 1804         | Étienne Joseph Allavoine                   |         |          |
| .... - 1800         | Thomas Louis Le Mignon                     |         |          |
| Mars 1795           | Fraboulet                                  |         |          |

## Démographie
| 1793 | 1800 | 1806 | 1821 | 1831 | 1836 | 1841 | 1846 | 1851 |
| ---- | ---- | ---- | ---- | ---- | ---- | ---- | ---- | ---- |
| 630  | 662  | 671  | 875  | 865  | 918  | 788  | 852  | 894  |

| 1856  | 1861  | 1866  | 1872  | 1876 | 1881  | 1886  | 1891  | 1896  |
| ----- | ----- | ----- | ----- | ---- | ----- | ----- | ----- | ----- |
| 1 090 | 1 046 | 1 057 | 1 942 | 967  | 1 000 | 1 101 | 1 170 | 1 068 |

| 1901  | 1906  | 1911  | 1921 | 1926 | 1931 | 1936 | 1946 | 1954 |
| ----- | ----- | ----- | ---- | ---- | ---- | ---- | ---- | ---- |
| 1 469 | 1 263 | 1 383 | 999  | 968  | 938  | 840  | 879  | 681  |

| 1962 | 1968 | 1975 | 1982 | 1990 | 1999 | 2004 | 2006  | 2009 |
| ---- | ---- | ---- | ---- | ---- | ---- | ---- | ----- | ---- |
| 629  | 613  | 574  | 697  | 740  | 787  | 983  | 1 036 | 919  |

| 2014 | 2019 | 2022 | - | - | - | - | - | - |
| ---- | ---- | ---- | - | - | - | - | - | - |
| 846  | 836  | 825  | - | - | - | - | - | - |

Commentaires
La population communale a régulièrement augmenté pendant la première moitié du XIXe siècle, gagnant 460 habitants en 63 ans (+73 %) entre 1793 et 1856. Elle stagne par contre pendant la seconde moitié du XIXe siècle, sa population de 1896 étant quasi identique à celle de 1856 si l'on excepte le chiffre suspect de 1872 qui montre un nombre aberrant lié peut-être à une erreur de transcription (1 042 habitants semble un nombre d'habitants plus cohérent que les 1 942 habitants indiqués par la source statistique). Si l'on néglige donc ce résultat suspect de 1872, le maximum démographique est atteint en 1901 avec 1 469 habitants, la commune voyant pendant les trois premiers quarts du XXe siècle sa population décliner de manière presque continue, frappée par un important exode rural aggravé par l'isolement terrestre de la commune triplement péninsulaire (péninsules bretonne, de Crozon, de Roscanvel), perdant 895 habitants entre 1901 et 1975, perdant donc 61 % de sa population en 74 ans. Depuis 1975, la commune connaît toutefois un regain démographique lié à sa situation littorale attractive pour les retraités et les résidents secondaires, même si ces derniers ne sont pas comptabilisés dans la population communale. La densité de population est assez forte : 110 habitants au km2, exactement la moyenne française, en raison de son attractivité littorale et de l'importance de la présence militaire encore aujourd'hui.
Entre 1999 et 2008, la commune a connu un léger déficit naturel (100 naissances et 111 décès en 10 ans), largement compensé par un solde migratoire régulièrement positif depuis 1975 (+3 % l'an entre 1999 et 2007). Mais la population est en moyenne assez âgée : 38,6 % de 60 ans et plus pour 14,2 % de moins de 15 ans par exemple en 2007. Si l'on comptabilise la population par tranches d'âge de 15 ans, la plus nombreuse et de loin est celle des 60–74 ans. Une surreprésentation masculine, rare en France (513 hommes pour 484 femmes en 2007) s'explique probablement par l'importance de la présence militaire dans la commune.
La composition de l'habitat montre bien l'importance de l'attractivité littorale désormais : en 2007, la commune comptabilisait 464 résidences principales et 384 résidences secondaires, 51 logements étant déclarés vacants. La prolifération de l'habitat est spectaculaire, tant pour les résidences principales (leur nombre est passé de 255 en 1968 à 464 en 2007 soit +82 % en 39 ans) que secondaires (leur nombre est passé de 194 en 1968 à 384 en 2007 soit +98 % en 39 ans). Un peu plus de la moitié (50,7 %) de l'habitat date d'après 1975. La prolifération anarchique de l'habitat avec un semis épars de maisons (mitage) dans la bande orientale de la presqu'île n'a été que partiellement maîtrisée dans les trois dernières décennies du XXe siècle, même si l'urbanisation est désormais étroitement réglementée.

### Héraldique
| Blason de Roscanvel | Blasonnement : D'azur à un pignon de quatre degrés d'or mouvant de la pointe et chargé d'une moucheture d'hermine de gueules. Devise : Par Rosa (semblable à la rose) |

## Patrimoine

### Patrimoine militaire

#### Réduit de Roscanvel
Les ouvrages connus à Roscanvel sont :
- Batterie de 1696 - Disparue, vraisemblablement à l'emplacement actuel du réduit ;
- Réduit modèle no 3 type 1846 (1859) - voir Réduit type 1846.

Le réduit est aujourd'hui occupé par le club de voile.

#### Autres fortifications dans la presqu'île de Roscanvel
- Le Fort de l'îlot des Capucins
- Le Fort de la Fraternité
- L'îlot du Diable
- Lignes fortifiées de Quélern
- Batteries de Kerviniou
- Batteries de Tremet
- Le Fort de la pointe des Espagnols
- Poudrières de l'Île des Morts
- Batterie de Cornouaille
- Fort Robert

Beaucoup de ces fortifications sont sur un terrain militaire et sont propriété du ministère de la Défense. L'accès est donc interdit sans autorisation. Toutefois depuis le 21 juillet 2009 plusieurs monuments sont passés sous la responsabilité du Conservatoire du littoral.

### Patrimoine religieux

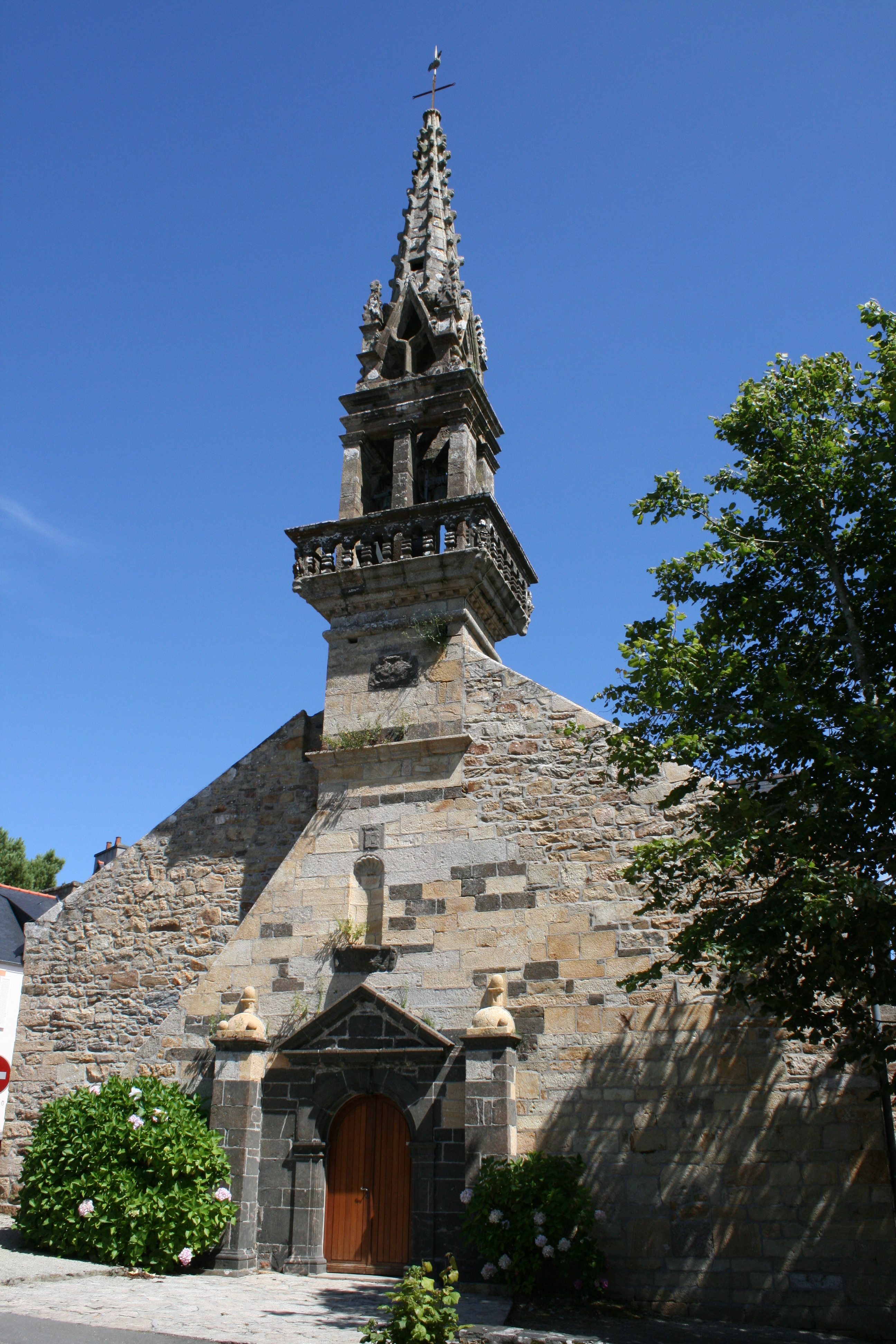
L'église Saint-Éloi.

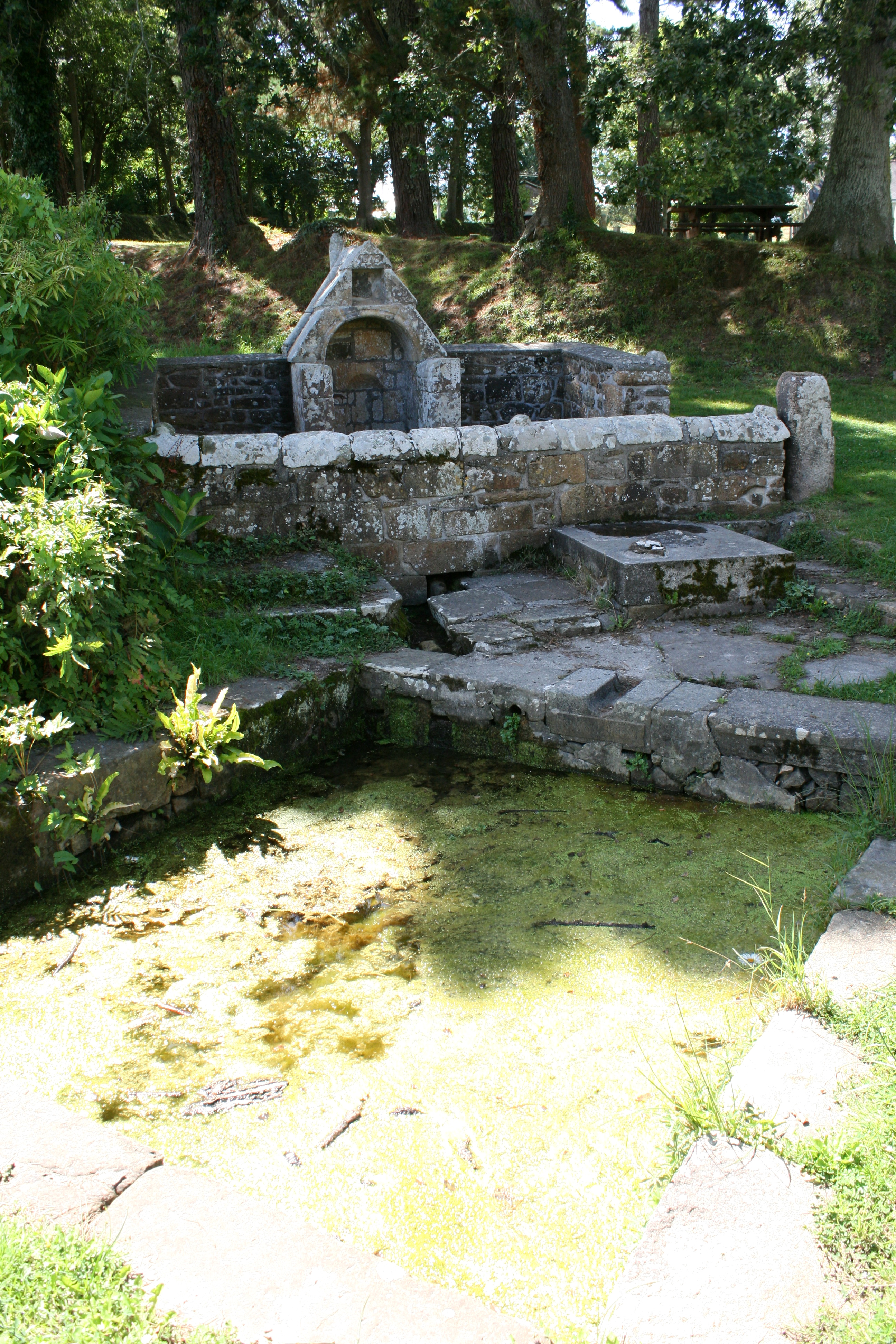
La fontaine Saint-Éloi.

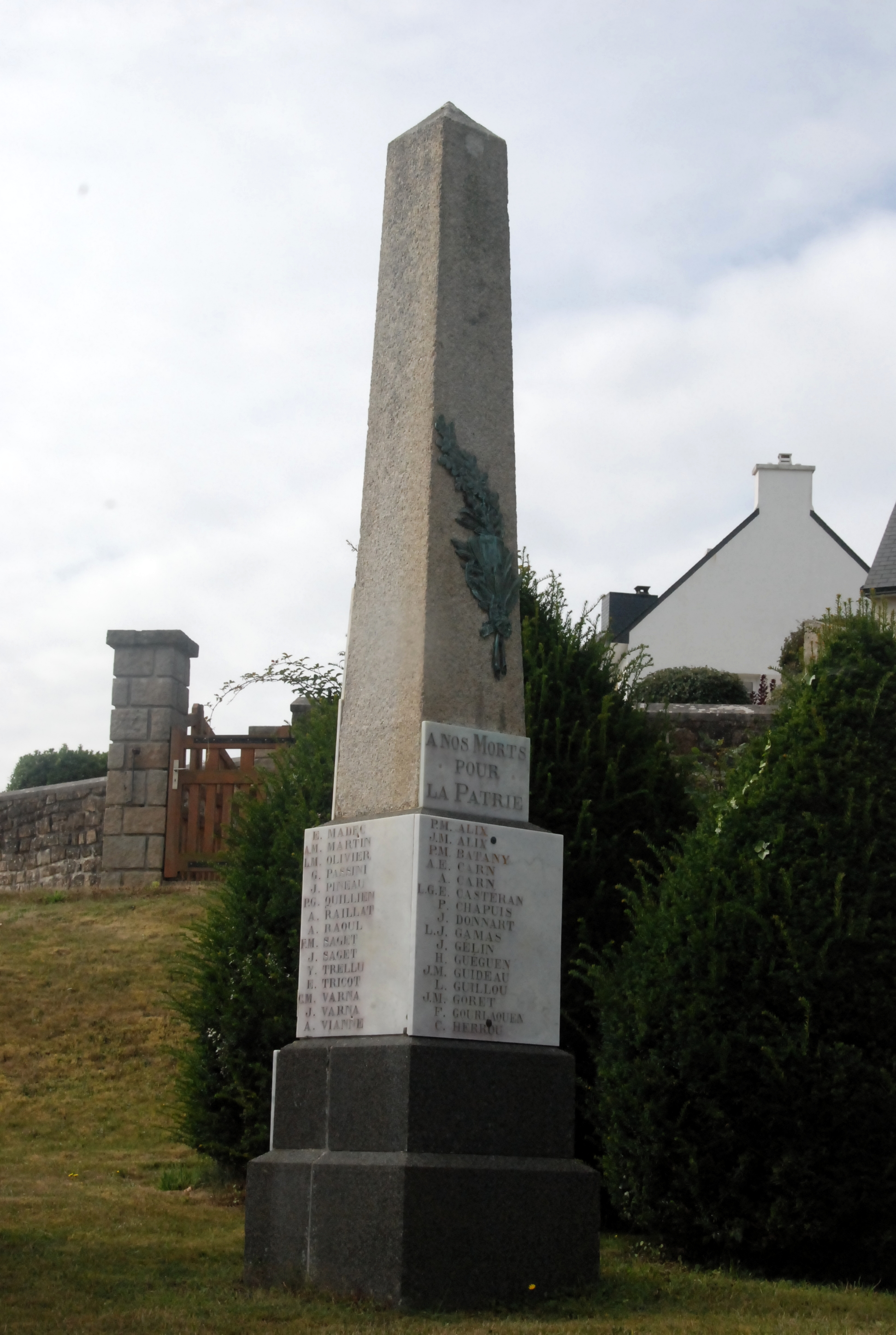
Monument aux morts de 1914-1918.

La commune de Roscanvel dispose de l'église Saint-Éloi, style XVIIe siècle. Elle fut restaurée en 1874, mais fut endommagée par les bombardements (une salve d'obus américains) en 1944, donc à nouveau restaurée en 1948, ses nouveaux vitraux étant l'œuvre d'Auguste Labouret et réalisés entre 1949 et 1952 ; elle subit un grave incendie dans la nuit du 3 septembre 1956 (les pompiers ne disposant pas de suffisamment d'eau pour éteindre l'incendie l'arrosèrent à l'eau de mer), et fut ensuite remise en état, mais les vitraux d'Auguste Labouret ont dû être remplacés en 2006 (un seul subsiste au-dessus de la porte latérale). Le culte de saint Éloi, patron des forgerons et des guérisseurs de chevaux, encore honoré comme tel de nos jours lors du pardon annuel, célébré chaque mois de septembre, s'explique par une confusion au Moyen Âge avec saint Alor, dont la vie est très peu connue. Un ancien lavoir se trouve à proximité.
Le monument aux morts de 1914-1918 se situe dans le cimetière.

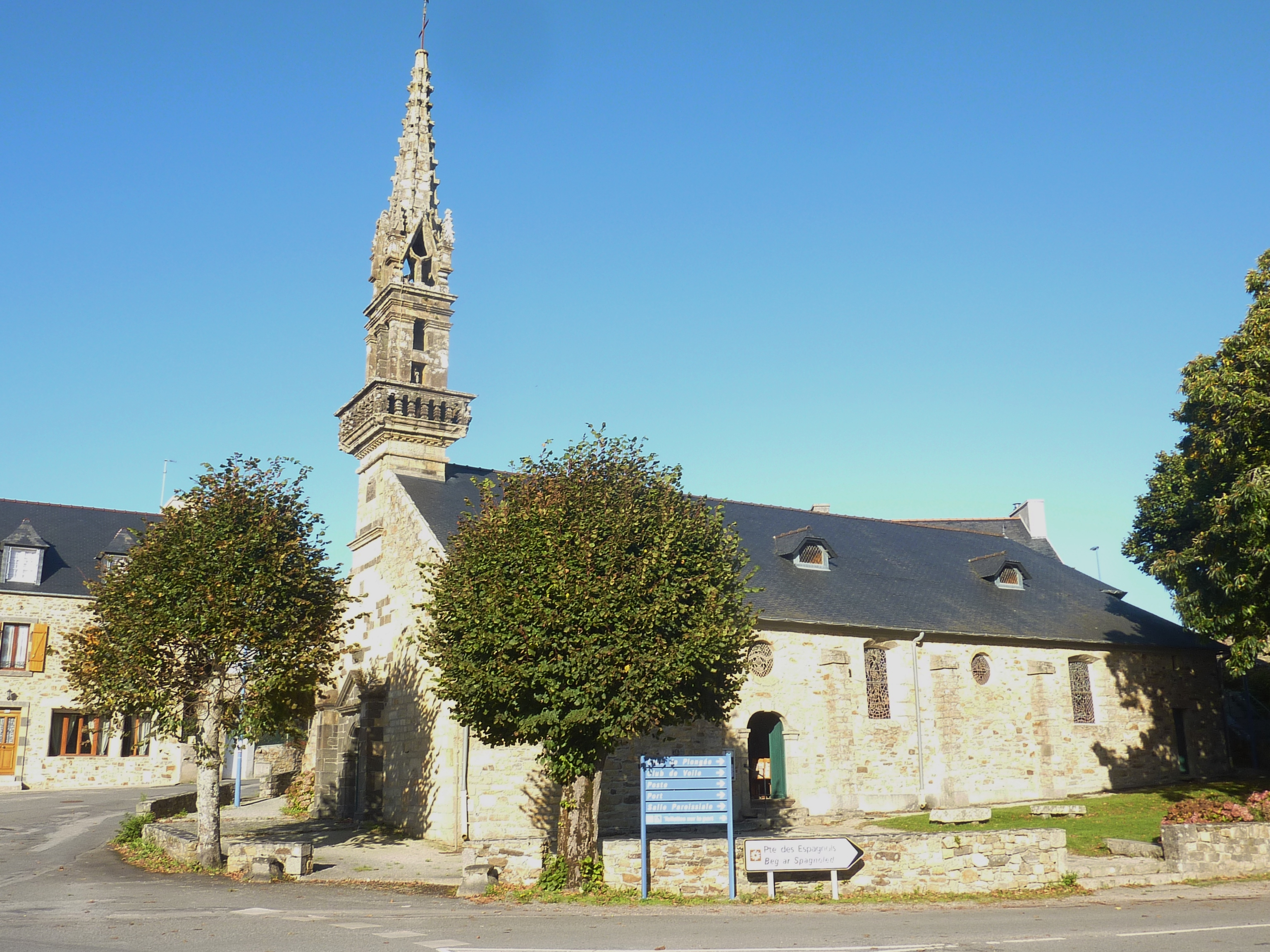
L'église Saint-Éloi : vue extérieure d'ensemble.
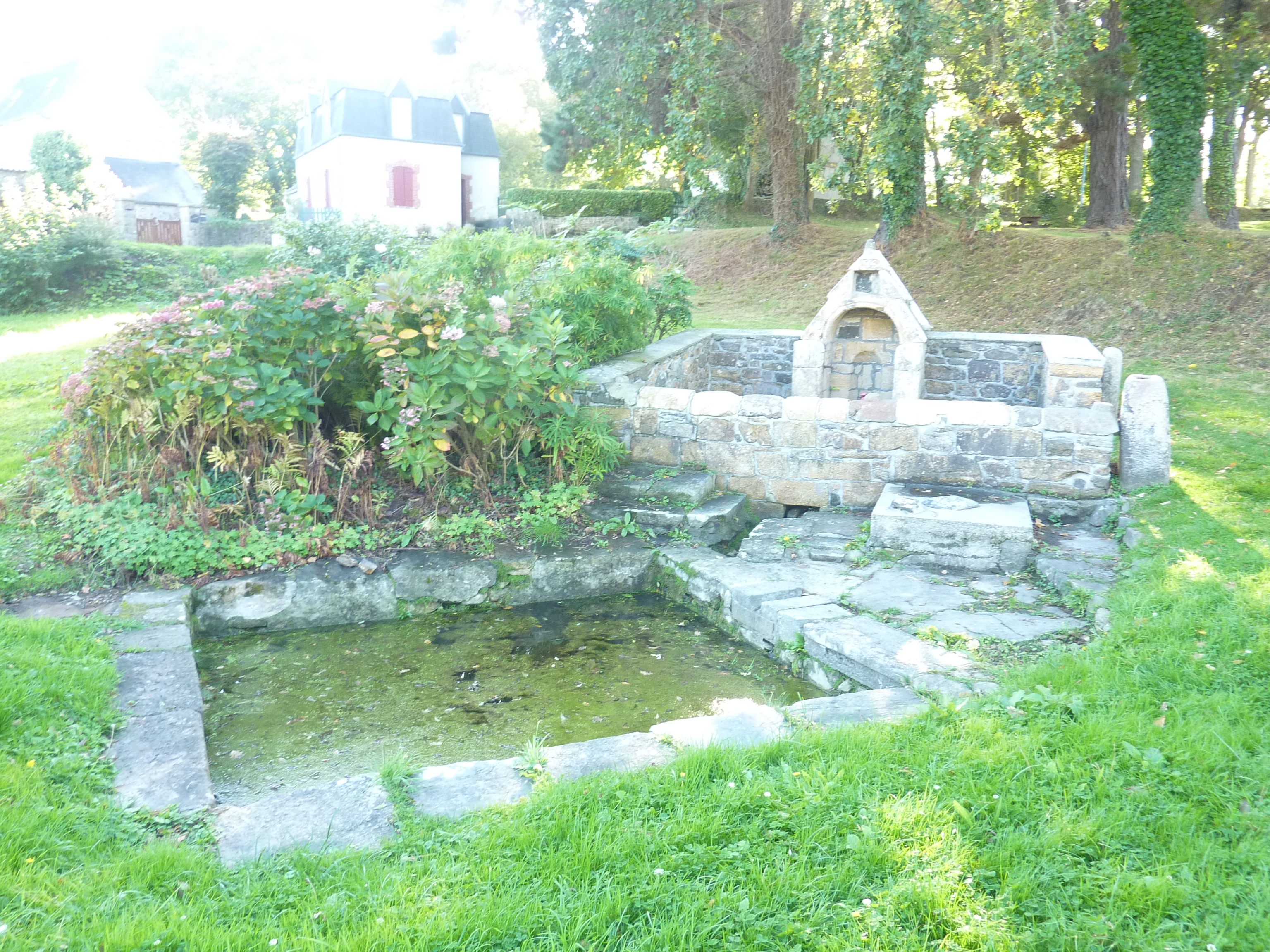
La fontaine Saint-Éloi et l'ancien lavoir.
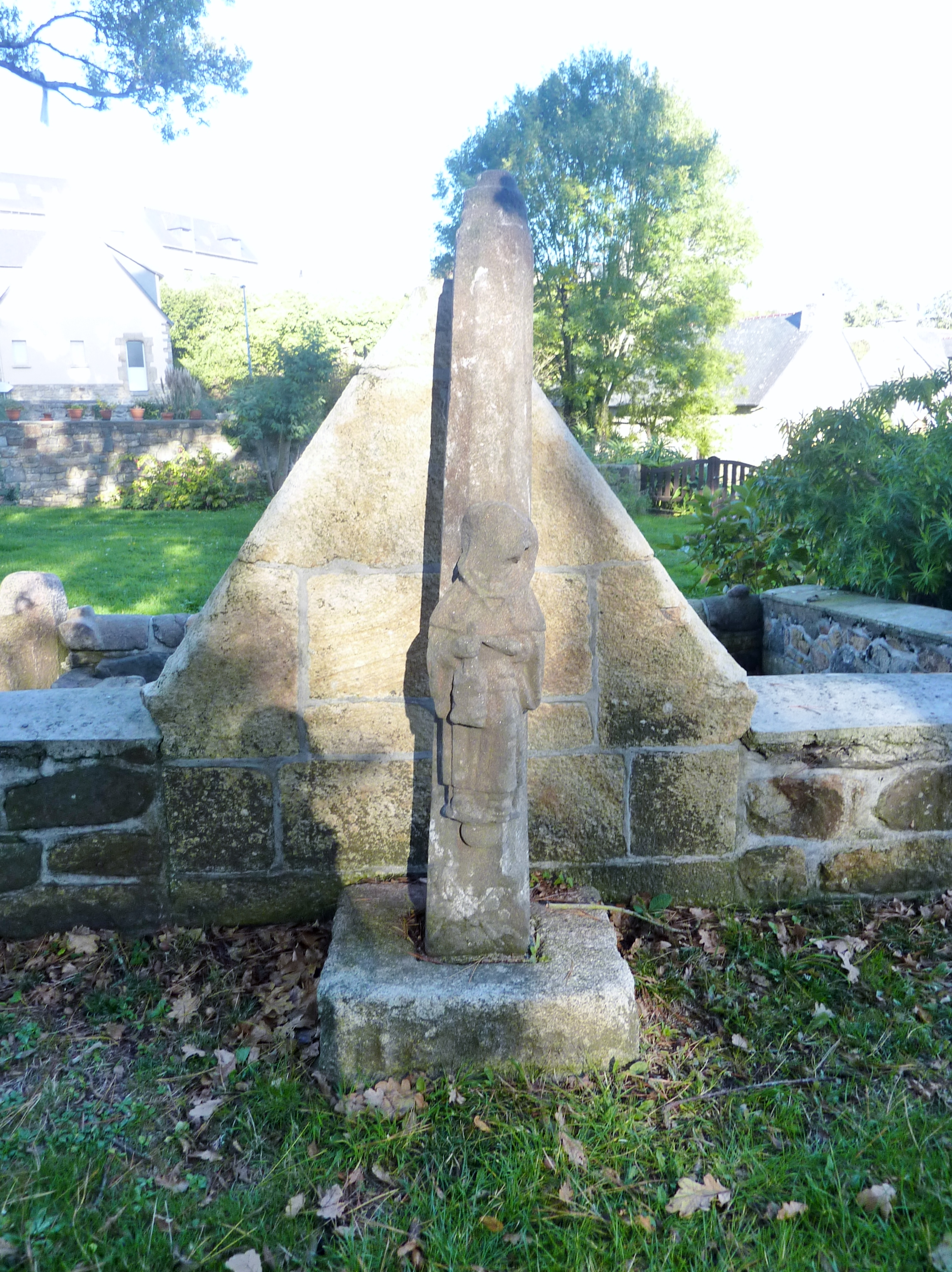
Statue mutilée de saint Yves, située à l'arrière de la fontaine Saint-Éloi.

### Patrimoine civil
La commune possède de nombreux lavoirs (lavoir de kerguinou, de Keruzou, de Kervian, de Kerviniou, de la fraternité, du Menez, du Penker) et fontaines (fontaine de Quélern, Saint Éloi, du Stiff, de Mencaër).
La commune possède quatre fours à chaux édifiés aux XVIIIe et XIXe siècles : un à l'étang de Kervian, un « fossilisé » au pied du fort de Lanvéoc, un au pied du fort de la Fraternité et un à Postermen, à environ 1,5 km au nord du bourg de Roscanvel. À cette époque, la pointe de Roscanvel est une zone militaire dont les fortifications et les bâtiments divers exigent énormément de matériaux de construction tels que la chaux, les tuiles, les briques et le fer. Ces fours exploitant un gisement de calcaire local datant du dévonien sont construits près de la mer, la chaux vive nécessitant un refroidissement à l'eau. L'indépendance d'approvisionnement de l'armée qui veut échapper aux prix imposés par les chaufourniers dans un premier temps, puis l'avènement des mortiers de ciment et du béton feront disparaître ce type d'industrie. Cette architecture est le rare témoin d'une tentative d'industrialisation en presqu'île de Crozon.

Le four de Postermen, édifié sur le flanc de la falaise, est aussi doté d'un four à briques (briqueterie exploitaint des gisements d'argiles) et d'une galerie de recherche du minerai de fer dans la falaise elle-même. Il est dans un état de délabrement assez prononcé, la face orientale du four étant éboulée. Cette brèche béante permet d'observer sa structure interne, du type ovoïde, tapissée de moellons dont les assises accessibles à l'observation sont formées de gneiss de Brest. L'épaisse muraille du four est constituée par des moellons de schistes calcareux et de calcaires, extraits sur place, ainsi que de granite porphyre de l'Île Longue. Aux approches de la partie interne du four, et sur un mètre d'épaisseur environ, les pierres ont été rougies par la calcination. Le gueulard est encore bien visible, ainsi que les deux ouvertures latérales du défournement.

## Personnalités liées à la commune
- Paul-Pierre Roux, dit Saint-Pol-Roux, né à Marseille dans le quartier de Saint-Henry le 15 janvier 1861 et mort à Brest le 18 octobre 1940, poète symboliste français, s'y installa quelque temps avec sa femme de juillet 1898 à 1905, lorsqu'il se décida à quitter Paris. Leur fille Divine, qui perpétua son œuvre, y naquit. Il alla vivre ensuite à Camaret.